# Mashimaro

Mashimaro

Mashimaro là một nhân vật hoạt hình khá phổ biến ở Hàn Quốc có hình dáng như một con thỏ béo. Mashimaro được thiết kế bởi Kim Jae In và Jang Mi Yeong, vào tháng 6 năm 2000, và xuất hiện trên những sêri Flash(thường không có đối thoại) trên internet. Tuy nhiên Mashimaro xuất hiện nhiều hơn trên các hàng lưu niệm, giống như Hello Kitty. Các hàng lưu niệm của Mashimaro có thể tìm thấy ở internet, hay ở mọi cộng đồng người Hàn.
Hầu hết những flash hoạt hình của Mashimaro theo kiểu hài toilet. Do đó Mashimaro thường được vẽ cùng với cái hút cống cắm ở trên đầu. Đối nghịch với những nhân vật dễ thương và ngoan ngoãn, như Hello Kitty, Mashimaro được miêu tả là một nhân vật phá cách, thường dùng vũ lực để đạt được mục đích.
Cái tên "Mashimaro" đến từ cách đọc tiếng Hàn Quốc của từ "marshmallow"(nghĩa là kẹo dẻo).